# Lucian Burdujan
Lucian Burdujan (Piatra Neamț, 18 febbraio 1984) è un ex calciatore rumeno, di ruolo attaccante.